# Agnieszków
Agnieszków – część wsi Ksawerów w Polsce, położona w województwie wielkopolskim, w powiecie kaliskim, w gminie Koźminek.
W latach 1975–1998 Agnieszków administracyjnie należał do województwa kaliskiego.